# جيلو (مستوطنة)

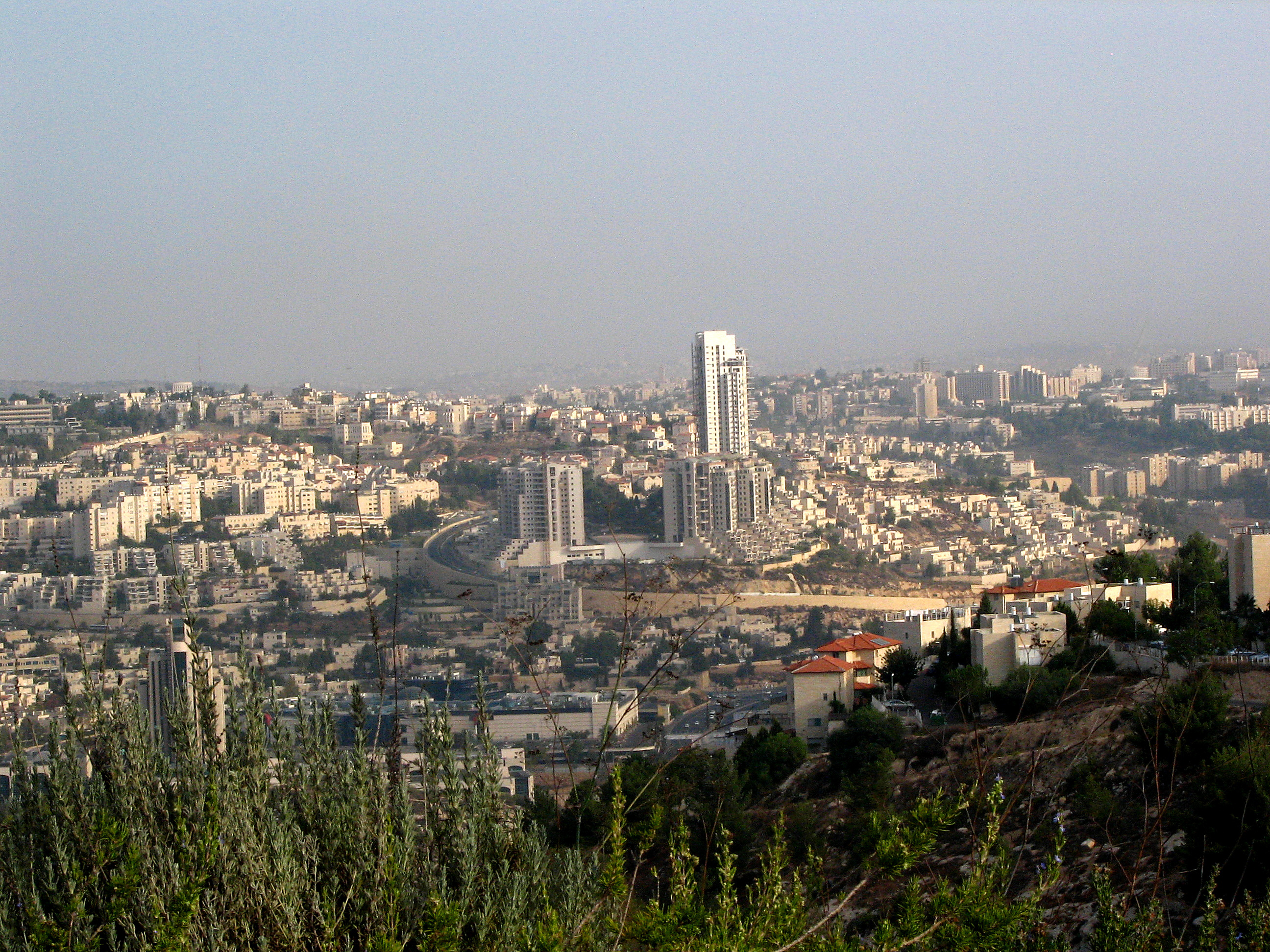
منظر عام للقدس كما يظهر من مستوطنة جيلو عام 2009

جيلو (بالعبرية: גילֹה) مستوطنة إسرائيلية كبيرة تقع في جنوب غرب القدس الشرقية ويبلغ عدد سكانها 40,000، معظمهم من اليهود. وتعتبر واحدة من الأحياء الدائرية الخمسة التي بنتها إسرائيل في محيط مدينة القدس، وقد بنيت على أراض في الضفة الغربية والتي احتلتها وضمتها إسرائيل بعد حرب الأيام الستة عام 1967. فيما يعتبر المجتمع الدولي المستوطنات الإسرائيلية غير قانونية بموجب القانون الدولي ، وتدار من قبل بلدية القدس.
وفقاً لمعهد أريج، صادرت إسرائيل أراضي عدة قرى وبلدات فلسطينية من أجل بناء جيلو:
- 1,529 دونمًا من شرفات وبيت صفافا
- 594 دونماً من مدينة بيت لحم
- 570 دونماً من بيت جالا
- 45 دونماً من الولجة

## أعلام
- أخيتوفيل